# Tønders kommun
Tønders kommun är en kommun på Jylland i Region Syddanmark  i sydvästra Danmark. Kommunens centralort är staden Tønder.
Vid danska kommunreformen 2007 slogs följande kommuner samman med Tønders kommun:
- Bredebro kommun
- Højers kommun
- Løgumklosters kommun
- Nørre-Rangstrups kommun (undantaget Bevtofts socken som gick till Haderslevs kommun)
- Skærbæks kommun

Före kommunsammanslagningen hade Tønders kommun 12 462 invånare (2005) och en yta på 184,59 km² (åren 1970-2006).

## Socknar
| 1. Rejsby socken 2. Vodder socken 3. Toftlunds socken 4. Tirslunds socken 5. Rømø socken 6. Brøns socken 7. Skærbæks socken 8. Arrilds socken 9. Branderups socken 10. Aggerskovs socken 11. Ballums socken 12. Mjoldens socken 13. Døstrups socken 14. Nørre Løgums socken 15. Bedsteds socken 16. Randerups socken 17. Brede socken 18. Løgumklosters socken 19. Højsts socken 20. Sønder Skasts socken 21. Hjerpsteds socken 22. Emmerlevs socken 23. Visby socken 24. Abilds socken 25. Dalers socken 26. Højers socken 27. Møgeltønders socken 28. Tønders socken 29. Hostrups socken 30. Ubjergs socken |